# Boris Alfaro
Boris Xavier Alfaro Chong (La Chorrera, Panamá, 29 de octubre de 1988) es un futbolista panameño. Juega de delantero y su equipo actual es el San Francisco FC de la Liga Panameña de Fútbol. Hermano de Abel Alfaro.

## Estadísticas
| Club                             | Temporada           | Liga  | Liga  | Copas nacionales | Copas nacionales | Torneos internacionales | Torneos internacionales | Total | Total |
| Club                             | Temporada           | Part. | Goles | Part.            | Goles            | Part.                   | Goles                   | Part. | Goles |
| -------------------------------- | ------------------- | ----- | ----- | ---------------- | ---------------- | ----------------------- | ----------------------- | ----- | ----- |
| San Francisco · Panamá           | 2010                | 13    | 3     | —                | —                | 2                       | 0                       | 15    | 3     |
| San Francisco · Panamá           | 2010-11             | 34    | 13    | —                | —                | 1                       | 0                       | 35    | 13    |
| San Francisco · Panamá           | Total               | 47    | 16    | 0                | 0                | 3                       | 0                       | 50    | 16    |
| Universitario de Sucre · Bolivia | 2011-12             | 31    | 12    | —                | —                | —                       | —                       | 31    | 12    |
| Universitario de Sucre · Bolivia | Total               | 31    | 12    | 0                | 0                | 0                       | 0                       | 31    | 12    |
| FC Sheriff Tiraspol Moldavia     | 2012-13             | 2     | 0     | —                | —                | —                       | —                       | 2     | 0     |
| FC Sheriff Tiraspol Moldavia     | Total               | 2     | 0     | 0                | 0                | 0                       | 0                       | 2     | 0     |
| San Francisco · Panamá           | 2012-13             | 16    | 5     | —                | —                | —                       | —                       | 16    | 5     |
| San Francisco · Panamá           | 2013-14             | 15    | 1     | —                | —                | —                       | —                       | 15    | 1     |
| San Francisco · Panamá           | Total               | 31    | 6     | 0                | 0                | 0                       | 0                       | 31    | 6     |
| The Strongest · Bolivia          | 2014                | 9     | 4     | —                | —                | 6                       | 0                       | 15    | 4     |
| The Strongest · Bolivia          | Total               | 9     | 4     | 0                | 0                | 6                       | 0                       | 15    | 4     |
| Zamora FC · Venezuela            | 2014                | 6     | 0     | —                | —                | —                       | —                       | 6     | 0     |
| Zamora FC · Venezuela            | Total               | 6     | 0     | 0                | 0                | 0                       | 0                       | 6     | 0     |
| San Martín · Perú                | 2015                | —     | —     | 4                | 0                | —                       | —                       | 4     | 0     |
| San Martín · Perú                | Total               | 0     | 0     | 4                | 0                | 0                       | 0                       | 4     | 0     |
| San Francisco · Panamá           | 2015                | 12    | 1     | —                | —                | 1                       | 0                       | 13    | 1     |
| San Francisco · Panamá           | Total               | 12    | 1     | 0                | 0                | 0                       | 0                       | 13    | 1     |
| Sporting San Miguelito · Panamá  | 2016                | 7     | 2     | —                | —                | —                       | —                       | 7     | 2     |
| Sporting San Miguelito · Panamá  | Total               | 7     | 2     | 0                | 0                | 0                       | 0                       | 7     | 2     |
| San José · Bolivia               | 2016                | 5     | 0     | —                | —                | —                       | —                       | 5     | 0     |
| San José · Bolivia               | Total               | 5     | 0     | 0                | 0                | 0                       | 0                       | 5     | 0     |
| Sporting San Miguelito · Panamá  | 2017                | 3     | 0     | —                | —                | —                       | —                       | 3     | 0     |
| Sporting San Miguelito · Panamá  | Total               | 3     | 0     | 0                | 0                | 0                       | 0                       | 3     | 0     |
| Costa del Este FC · Panamá       | 2018-19             | 18    | 2     | —                | —                | —                       | —                       | 18    | 2     |
| Costa del Este FC · Panamá       | Total               | 18    | 2     | 0                | 0                | 0                       | 0                       | 18    | 2     |
| Total en su carrera              | Total en su carrera | 171   | 43    | 4                | 0                | 10                      | 0                       | 185   | 43    |
| 1.                               |                     |       |       |                  |                  |                         |                         |       |       |

## Títulos nacionales
| Título      | Club                | País     | Año     |
| ----------- | ------------------- | -------- | ------- |
| Superliga   | FC Sheriff Tiraspol | Moldavia | 2012-13 |
| Copa Panamá | San Francisco FC    | Panamá   | 2015    |